# Чернікова Лариса Володимирівна
Чернікова Лариса Володимирівна, до шлюбу Шепелєва (нар. 17 серпня 1974, Курськ) — російська співачка.

## Біографія
Народилася 17 серпня 1974 року в місті Курську.
Майбутню артистку виховувала лише мати.
Коли Ларисі було шість років, мати — за спеціальністю класична піаністка — отримала посаду в Міністерстві культури, і Лариса разом з мамою переїхала до Москви.
З 1980 по 1990 роки співала в церковному хорі Богоявленського собору в Єлохові, в Москві.
У 1990 році вступила до музичного училища імені Гнесіних, потім перевелася в Інститут культури, який закінчила з червоним дипломом у 1997 році.
У 1992 році зарахована до складу Ансамблю народної пісні Надії Бабкіної, з яким виступала півтора року.

## Особисте життя
25 червня 1993 року Лариса Шепелєва одружилася з 26-річним бізнесменом Андрієм Черніковим. Чоловік всіляко підтримував дружину в її кар'єрі співачки, орендував студію для запису її альбомів. Через 2 роки і 9 місяців після весілля 3 квітня 1996 року її чоловік був убитий.
Пісню під назвою «Хто?!..» Лариса присвятила Андрію, а основою для сюжету кліпу на цю пісню стали трагічні події, пов'язані з його вбивством. Молода вдова також присвятила йому свій другий альбом «Подаруй мені ніч», який вийшов у 1996 році. 
У 2000 році Лариса Чернікова через службу онлайн знайомств познайомилася з американським бізнесменом Джеймсом (не афішуючи при цьому, що є популярною співачкою — про це повідомила чоловікові тільки через рік після шлюбу). Залишила сцену, переїхала в Таїланд, де прожила два роки і народила сина Кирила (1 вересня 2005 р.). Жила в США більше 10 років. З Джеймсом розлучилася.

## Творчість
У 1994 році Лариса Чернікова почала свою сольну кар'єру, виступивши в «Лужниках» з піснею «Музика дощу» і знявши кліп на цю пісню. У тому ж році, у співпраці з продюсером Сергієм Обуховим, зняла другий кліп «Ти полети, моя звезда…». У 1995 році вийшов її перший альбом — «Самотній вовк». До літа 1996 року записала другий альбом — «Подаруй мені ніч», з однойменною піснею, яка разом з композицією «Та ти не смійся» стають хітами і займають перші рядки музичних чартів. Незважаючи на горе, що її спіткало, Чернікова не припиняє творчу діяльність. Зняла кліп на пісню «Так ти не смійся».
Восени 1996 року Лариса Чернікова і Сергій Обухов розривають контракт. Лариса змінює склад своєї танцювальної групи і починає працювати з іншим продюсером. Навесні і влітку 1997 року зняла кліпи на нові пісні «Закоханий літак» і «Таємниця». У своїй творчості пішла в бік стилю «поп-музика». В серпні цього ж року випустила свій третій альбом «Таїна», записаний на студії «Star Media». У 1997 році у Чернікової вийшов хіт — «Закоханий літак», який майже відразу зайняв перші місця у багатьох хіт-парадах. У тому ж році вийшов альбом «Таїна».
З осені 1997 року по весну 1998 року Чернікова працювала на московській радіостанції «Відкрите радіо» ведучою щотижневих передач. Записала жартівливу пісню в модному стилі «євроденс» — «Жаднюга» у двох варіантах аранжування. В кінці року, переспівавши композицію «Why» шведської співачки Pandora, записувала пісню «Хто?!..», присвячену загиблим чоловіком. Також творчому переосмисленню піддалася пісня «Nur getraumt» 1982 року відомої німецької співачки Nena, виконана співачкою Blumchen в стилі Happy Hardcore, а потім вже на альбомі Лариси Чернікової зазвучала як «А мені мама».
У 1998 році багато працювала в студії, записувала фонограми до концертів, присвячених відомим авторам слів і музики до пісень (Євген Мартинов, Ігор Матета — нова пісня «Згадувати і не треба…» — тощо). Тексти до деяких пісень Лариса Чернікова писала сама. У 1998 році записала фонограми і зняла кліпи нових пісень «Хто?!..» і «Один ковток». А в кінці осені — на пісню «Ти не приходь». Навесні 1999 року записала фонограму і зняла кліп для нової пісні «Я Шура — дитина ніжна».
Влітку 1999 року випустила новий альбом «Сонячне місто». Вперше виступила сама в ролі продюсера альбому. В кінці 1999 року зняла ще два кліпи на пісні з цього альбому.
У 2000 році на екрани вийшов новий кліп «Моряк», трохи пізніше — «Хочу бути з тобою» і «Ця істина — любов». У 2001—2002 роках вийшли кліпи «Морський роман», «Тебе я чекала».
У 2003 році записала альбом «Я стану дощем» з однойменним кліпом. У цьому ж році випустила пісню «З добрим ранком», яка стала хітом.
У 2008 році повернулася на естраду з альбомом «Ангел».
У 2017 році випустила альбом «Закон ОМ», де виконала мантри на санскриті. На пісню «Мантра Сонця» («Сурья мантра») випустила кліп.

## Дискографія

### Студійні альбоми
| Рік  | Назва              | Лейбл              |
| ---- | ------------------ | ------------------ |
| 1995 | «Самотній вовк»    | «Союз»             |
| 1996 | «Подаруй мені ніч» | «Союз»             |
| 1997 | «Таємниця»         | «Союз»             |
| 1999 | «Сонячне місто»    | NIL (2)            |
| 2003 | «Я стану дощем»    | CD Land            |
| 2004 | «Про любов не тая» | «Нікітін»          |
| 2008 | «Ангел»            | «Моноліт»          |
| 2017 | «Закон ОМ»         | United Music Group |
| 2017 | «The Law of OM»    | United Music Group |

### Сингли та міні-альбоми
| Рік  | Назва              | Лейбл              |
| ---- | ------------------ | ------------------ |
| 1996 | «Подаруй мені ніч» | «Союз»             |
| 2016 | «Мантра Сонця»     | United Music Group |

### Збірники
| Рік  | Назва              | Лейбл     |
| ---- | ------------------ | --------- |
| 2004 | «Любовний настрій» | «Нікітін» |